# Louplande
Louplande ist eine französische Gemeinde mit 1.496 Einwohnern (Stand: 1. Januar 2022) im Département Sarthe in der Region Pays de la Loire. Sie gehört zum Arrondissement La Flèche und zum Kanton La Suze-sur-Sarthe. Die Einwohner werden Louplandais genannt.

## Geographie
Louplande liegt etwa 13 Kilometer südwestlich von Le Mans. Umgeben wird Louplande von den Nachbargemeinden Souligné-Flacé im Norden und Nordwesten, Étival-lès-le-Mans im Norden und Osten, Voivres-lès-le-Mans im Süden und Südosten, Roëzé-sur-Sarthe im Süden sowie Chemiré-le-Gaudin im Westen und Südwesten.

## Bevölkerungsentwicklung
| Jahr                      | 1962 | 1968 | 1975 | 1982 | 1990 | 1999 | 2006 | 2013 |
| Einwohner                 | 676  | 704  | 769  | 914  | 1137 | 1193 | 1448 | 1482 |
| Quelle: Cassini und INSEE |      |      |      |      |      |      |      |      |

## Sehenswürdigkeiten
- Kirche Saint-Léonard, Ende des 19. Jahrhunderts erbaut
- Schloss Villaines aus dem 17. Jahrhundert, Monument historique seit 1984

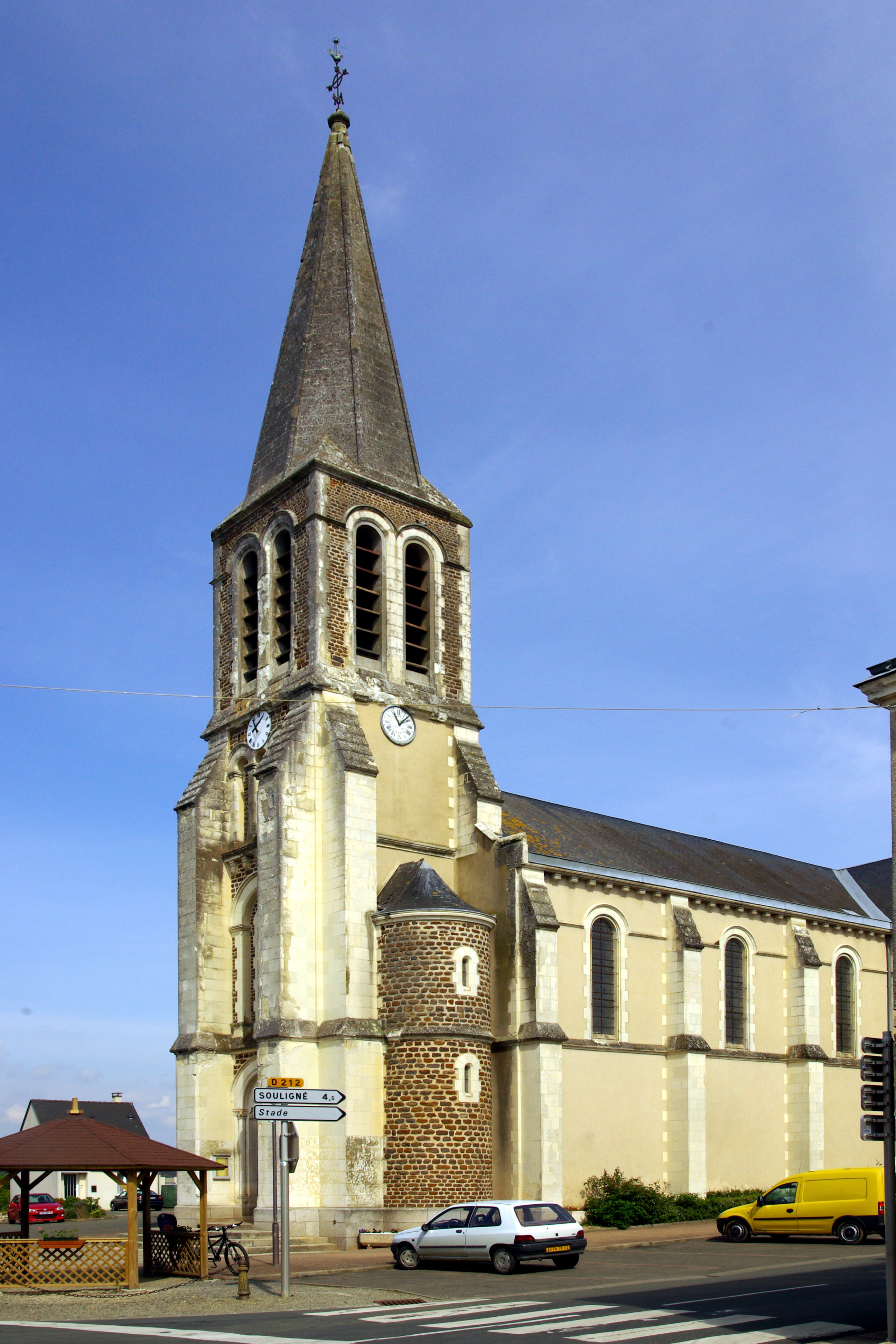
Kirche Louplande
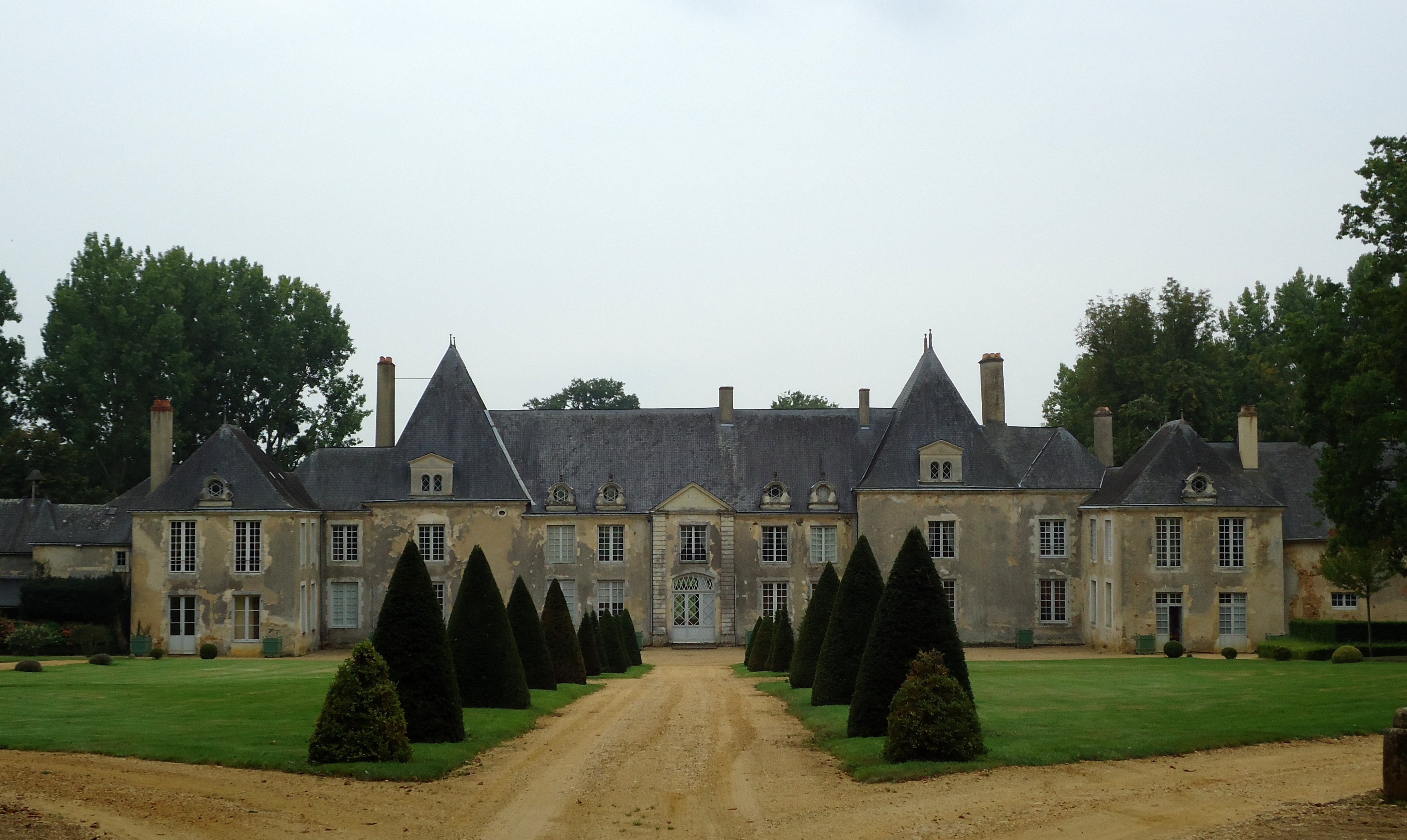
Schloss Villaines